# Charles Speroni
Charles Speroni (* 2. November 1911 in Santa Fiora; † 28. August 1984 in Los Angeles) war ein US-amerikanischer Romanist und Italianist italienischer Herkunft.

## Leben
Speroni machte Abitur in Rom und studierte ab 1929 an der University of California at Berkeley. Er wurde 1938 im Fach Romanische Philologie promoviert mit der Arbeit Folklore in The Divine Comedy und wurde Assistant Professor. Während des Zweiten Weltkriegs leitete er die Sprachausbildung Italienisch für amerikanische Soldaten. Von 1949 bis 1956 leitete er als Professor die neu gegründete Abteilung für Italienisch an der University of California at Los Angeles. Von 1968 bis zu seiner Emeritierung 1979 war er Dekan des College of Fine Arts.
Speroni war Herausgeber der Zeitschriften The Italian Quarterly und The Modern Language Forum.
Speroni trug den Verdienstorden der Italienischen Republik (Komtur, 1973).

## Werke
- Proverbs and proverbial phrases in Basiles „Pentameron“, in: University of California publications in modern philology 24.2, 1941, S. 182–288, New York 1945
- (mit Charles Emil Kany) Elementary/Intermediate/Advanced Italian conversation, Boston 1942
  - Spoken Italian for students and travelers, Boston 1946, 1978
  - Spoken Italian for travelers and tourists, Boston 1948
- (Hrsg.) Charles Merbury, “Proverbi  vulgari”, in: University of California publications in modern philology 28.3, 1945, S. 63–157
- The Italian wellerism to the end of the seventeenth century, Berkeley 1953
- (mit Carlo Luigi Golino) Basic Italian, New York 1958, 7. Auflage 1997
- (mit Carlo Luigi Golino) Panorama italiano, New York 1960
- (Hrsg. mit Irving Stone und Jean Stone) Michelangelo, Lettere, Mailand 1963
- Wit and Wisdom of the Italian Renaissance, Berkeley 1964 (chinesisch, Beijing 2013)
- (mit Carlo Luigi Golino) Leggendo e ripassando, New York 1968
- (Hrsg. mit Maddalena Mauro und Anna Bruni Seldis) l’Italia oggi. A basic reader, New York 1976
- (Hrsg. mit Giorgio Buccellati) The Shape of the past. Studies in honor of Franklin D. Murphy, Los Angeles 1981